# 奧西爾尼察市鎮

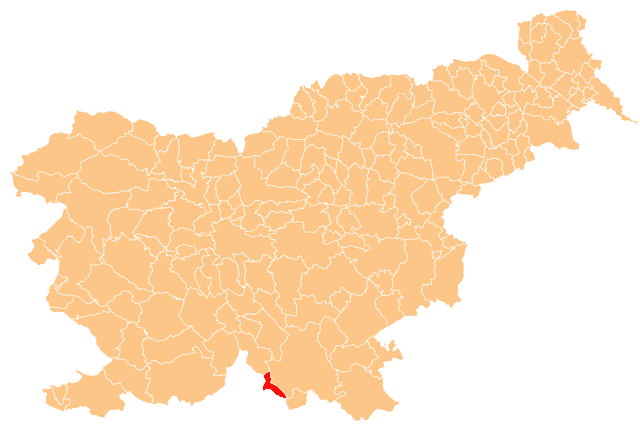

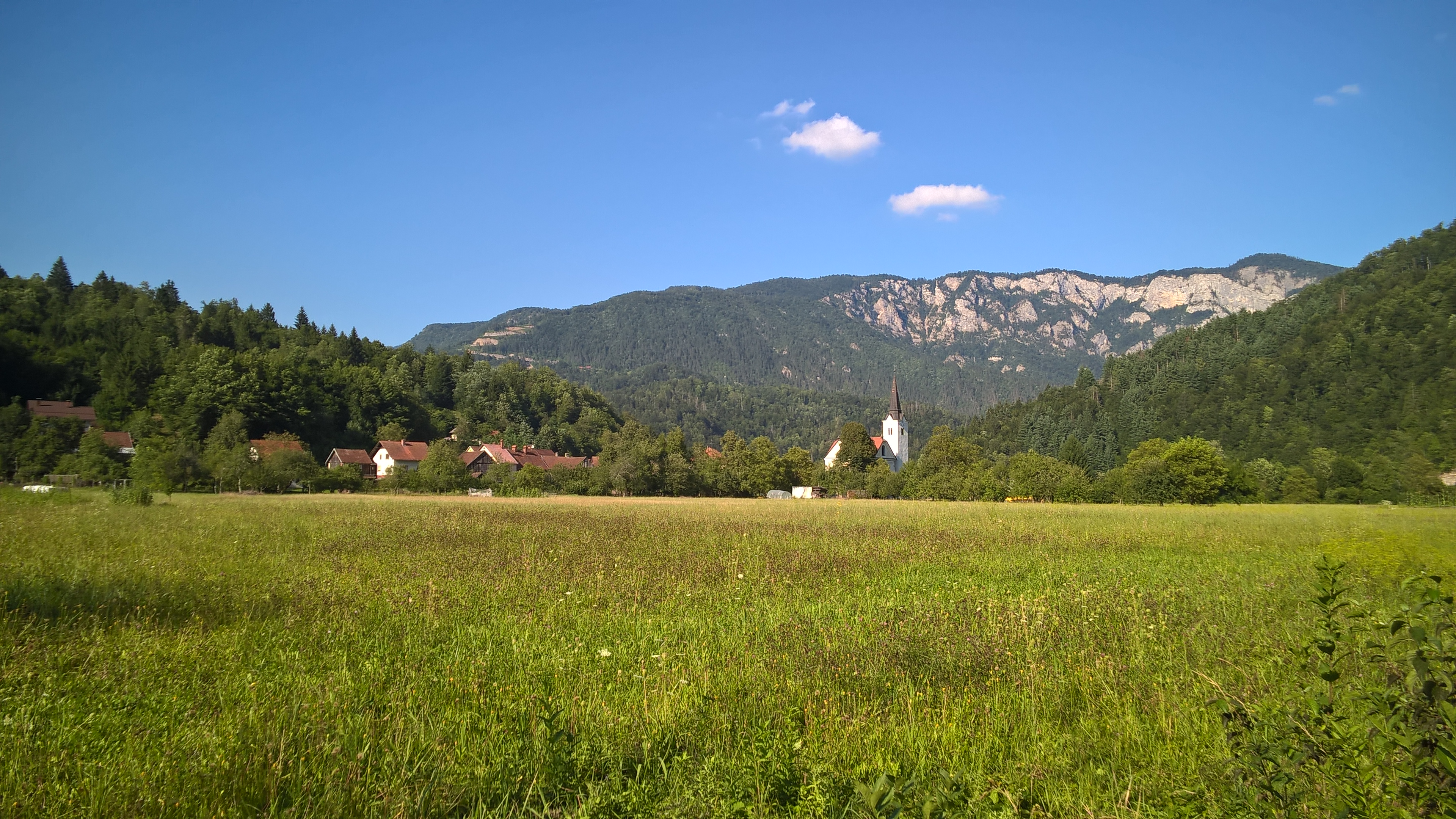
镇中心及其教堂

奧西爾尼察市鎮是斯洛文尼亞南部的一個市鎮，行政中心為奧西爾尼察。该市镇位於庫帕河左岸，毗鄰與克羅地亞接壤的邊境。市镇面積为36.2平方公里，海拔高度261米，2002年人口332。

## 外部連結
- 官方网站  （斯洛文尼亚文）
- Osilnica on Geopedia （页面存档备份，存于）